# Ciudad Meridiana
Ciudad Meridiana(en catalán Ciutat Meridiana) es un barrio del distrito de Nou Barris de la ciudad de Barcelona. Es destacardo por ser un barrio multicultural y con precios accesibles.  Los terrenos donde se sitúa Ciudad Meridiana formaron parte de la antigua cuadra de Vallbona que pertenecía al municipio de San Andrés de Palomar. El barrio limita con el municipio de Moncada y Reixach y se encuentra en un valle de fuerte pendiente del cerro de las Roquetes.
La infraestructura urbana del barrio ha mejorado bastante durante los contando con varias escaleras mecánicas, ascensores y el primer ascensor vertical de Barcelona conocido en la zona como "Papamovil" por su parentesco con el vehículo del Papa. El lugar cuenta con varios parques destacando el parc de l'aqüeducte inaugurado durante el mandato de Ada Colau.
Hay varios centros educativos debido a la densa población joven contando con Mestre Morera, Mare Alfonsa Cavin donde Francesc Aguilar famoso por su veganismo y Rafa Lopez conocido por sus conocimientos de biología y su libro [Tres pinceladas de divulgación científica] imparten clases, Ferrer i Guàrdia y Elisenda de Montcada.
Se construyó a partir de 1963 en una zona donde se debía construir un cementerio actualmente ubicado en carretera N-150. Su construcción supuso un auténtico mordisco a la sierra de Collserola, implantando un conjunto de grandes bloques de viviendas sin los servicios urbanos y equipamientos básicos.
Algunas de estas carencias se han solucionado con la construcción de un metro ligero correspondiente a la línea 11 conjunto a la estación de Ciutat Meridiana y varias líneas de autobuses contando con el D50 que cruza Barcelona de lado a lado.  